# James Coyne
James Elliott Coyne (17 de julio de 1910 - 12 de octubre de 2012) fue el segundo gobernador del Banco de Canadá, desde 1955 hasta 1961, sucediendo a Graham Towers. Durante su tiempo en el cargo, tuvo un debate muy publicitado con el primer ministro John Diefenbaker, un debate a menudo referido como el "Coyne Affair" (o, a veces el "Coyne Crisis"), lo que llevó a su renuncia y, finalmente, a una mayor independencia de los bancos centrales en Canadá.
En 2012, fue nombrado miembro de la Orden de Manitoba. Coyne murió en Winnipeg el 12 de octubre de 2012.